# Ljubo Ćesić
Ljubo Ćesić – Rojs (Batin, Posušje, 20. veljače 1958.), hrvatski general i političar.

## Životopis
U Zagreb se doselio 1984. i zaposlio u "Croatiabusu", radio je na međunarodnim rutama. Prometni fakultet u Zagrebu upisao je izvanredno 1989. godine a diplomirao 10 godina poslije. Javnosti se izložio u travnju 1991. kao vozač "Croatiabusa" koji je dovezao hrvatske redarstvenike na Plitvice. Iste godine je upoznao Gojka Šuška i postaje pomoćnik ministra obrane, i tu dužnost obavlja do 2000. godine (kad je službeno razriješen). Iste godine je i umirovljen.
Za vrijeme Domovinskog rata bio je zapovjednik 66. inženjerijske pukovnije, koja je radila i napravila ceste koje su omogućile HV-u Oluju. Bio je član Nadzornog odbora Hercegovačke banke. Od 2000. – 2003. saborski zastupnik HDZ-a kao predstavnik 11. izborne jedinice (dijaspora). Na izborima za predsjednika 2005. kandidirao se kao nezavisni, i osvojio je 1,85 % glasova između 13 kandidata (Mesić, Kosor i Mikšić su osvojili svatko preko 15%).
Protiv njega su nekoliko puta podizane optužnice. Od 2004. traje proces u kojem ga se teretilo da je kao pomoćnik ministra obrane i načelnik Sektora za gospodarenje, nogometnom klubu Hrvatski dragovoljac otpisao tri milijuna kuna duga.

## Politički rad
Ljubo Ćesić Rojs se izjašnjava kao demokršćanin, član je stranke Jedino Hrvatska – Pokret za Hrvatsku.
Početkom 2024., uoči parlamentarnih izbora, javno je podržao predsjednika Republike Zorana Milanovića u kandidaturi za premijersko mjesto u koaliciji Rijeke pravde.

## Drugi o Rojsu
General Rahim Ademi po oslobođenju na Haaškom sudu u svibnju 2008. izjavio je u svezi financiranja njegove obrane sljedeće:

## Odlikovanja
- Red Ante Starčevića[9]